# Enicospilus congoensis
Enicospilus congoensis là một loài tò vò trong họ Ichneumonidae.